# Mustafa Amini
Mohammad Mustafa Amini (ur. 20 kwietnia 1993 w Sydney) – australijski piłkarz występujący na pozycji ofensywnego pomocnika. Od 2021 jest zawodnikiem Apollon Limassol.

## Kariera

### Lata juniorskie

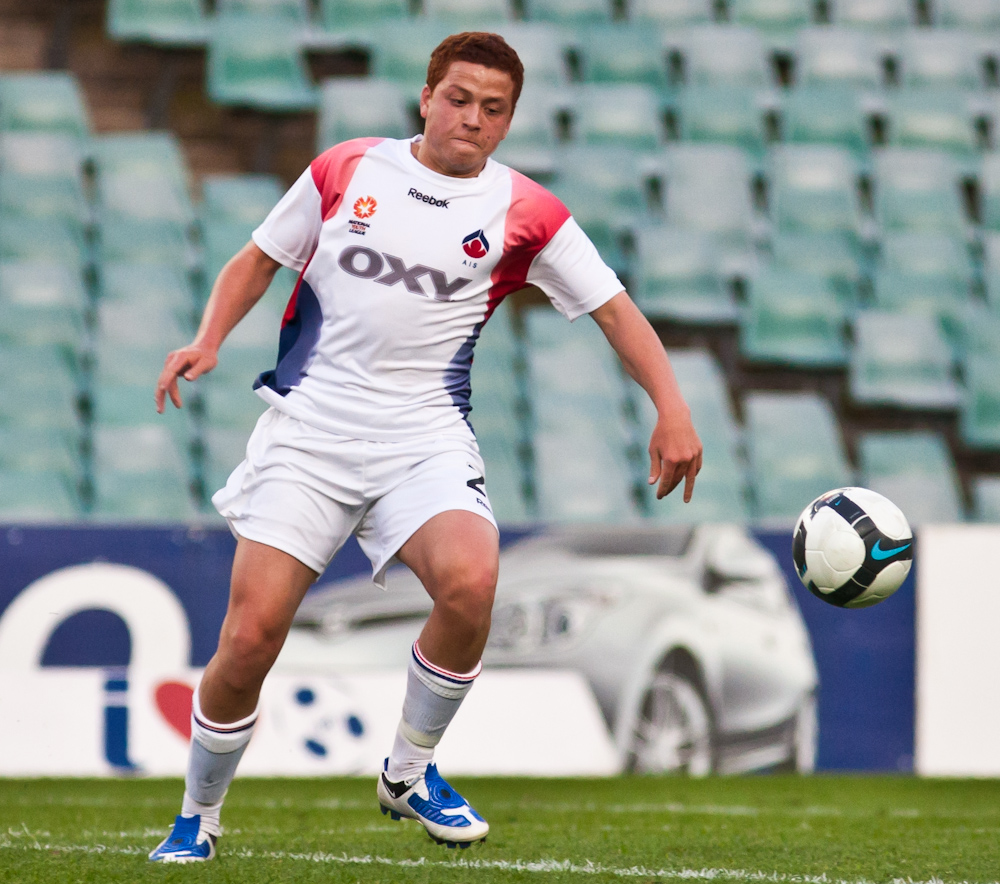
Amini w barwach AIS

Mustafa Amini jest wychowankiem klubu Blacktown City FC. Treningi piłkarskie rozpoczął w wieku 11 lat. Przed sezonem 2009/2010 dołączył do drużyny Australian Institute of Sport, która uczestniczyła w krajowej lidze juniorskiej.

### Central Coast Mariners
W styczniu 2010 roku podpisał swój pierwszy profesjonalny kontrakt z klubem Central Coast Mariners, który miał obowiązywać przez dwa lata. Swój pierwszy mecz w barwach nowej drużyny rozegrał przeciwko lokalnemu zespołowi, Central Coast Lightning (7:1 dla Mariners). W rozgrywkach A-League zadebiutował 20 października 2010 roku w przegranym meczu z Brisbane Roar (0:2). Swe pierwsze ligowe trafienie zaliczył 9 lutego 2011 roku w meczu przeciwko Gold Coast United (3:1). Regularne występy w lidze zaowocowały zainteresowaniem ze strony niemieckich klubów – Bayernu Monachium i Borussii Dortmund. W marcu 2011 roku wyjechał na dwutygodniowe testy do Dortmundu. 4 lipca 2011 roku podpisał kontrakt z BVB, który zapłacił za niego około 300 tysięcy euro.

### Borussia Dortmund
Choć kontrakt z Borussią Dortmund zaczął obowiązywać od 2011 roku, Amini pozostał w Central Coast Mariners na czas trwania sezonu 2011/2012 na zasadzie rocznego wypożyczenia. W lipcu 2012 roku dołączył do kadry Borussii przebywającej na zgrupowaniu w Kirchbergu. Otrzymał koszulkę z numerem 28.

### Kluby duńskie
W sezonie 2016/17 występował w Randers FC, a potem przeniósł się do Aarhus GF.

### Kluby cypryjskie
Po zakończeniu kontraktu z duńskim klubem 31 grudnia 2020 roku przez dłuższy czas poszukiwał nowy klub. Dopiero 4 sierpnia 2021 podpisał kontrakt z cypryjskim Apollonem, ale już 24 września został wypożyczony do PAEEK Kirenia.

## Statystyki
| Klub                   | Sezon   | Liga  | Liga | Liga   | Finały | Finały | Finały | Rozgrywki AFC | Rozgrywki AFC | Rozgrywki AFC | Suma  | Suma | Suma   |
| Klub                   | Sezon   | Mecze | Gole | Asysty | Mecze  | Gole   | Asysty | Mecze         | Gole          | Asysty        | Mecze | Gole | Asysty |
| ---------------------- | ------- | ----- | ---- | ------ | ------ | ------ | ------ | ------------- | ------------- | ------------- | ----- | ---- | ------ |
| Central Coast Mariners | 2010/11 | 21    | 1    | 2      | 2      | 0      | 0      | 0             | 0             | 0             | 23    | 1    | 2      |
| Central Coast Mariners | 2011/12 | 16    | 2    | 0      | 2      | 0      | 0      | 4             | 1             | 0             | 22    | 3    | 0      |
| Borussia Dortmund II   | 2012/13 | 5     | 0    | 0      | 0      | 0      | 0      | 0             | 0             | 0             | 5     | 0    | 0      |
| Suma                   | Suma    | 42    | 3    | 2      | 4      | 0      | 0      | 4             | 1             | 0             | 50    | 4    | 2      |

## Życie prywatne
Amini urodził się w 1993 roku w rodzinie Afgańczyka i Nikaraguanki. Włada płynnie językiem hiszpańskim i perskim. Jego piłkarskimi idolami są Steven Gerrard i Harry Kewell.